# Julius Meyer (Schriftsteller)
Julius Theodor Rudolf Meyer (* 12. Dezember 1846 in Göttingen; † 5. April 1922  in Bad Schwartau) war ein deutscher Kaufmann, Bankier und Dichter in Glasgow, Riga und Lübeck.

## Leben
Julius Meyer wuchs in Göttingen auf und besuchte das Gymnasium bis zur Untersekunda. 1861 begann er eine kaufmännische Ausbildung. Seit 1865 war er in Glasgow in Schottland als Kaufmann tätig.
1870 nahm er als Freiwilliger am Deutsch-Französischen Krieg teil.
Seit April 1871 lebte Julius Meyer in Riga im Russischen Reich, das ein mehrheitlich deutsches Stadtbürgertum hatte. Er arbeitete dort unter anderem bei der Firma Heimann & Co. Von 1882 bis 1890 war er auch in Libau geschäftlich tätig. Seit 1890 war er Direktor der Rigaer Stadt-Diskontbank.
Julius Meyer spielte im literarischen Leben der Stadt Riga eine wichtige Rolle. Seine Texte wurden dort mehrfach vorgetragen. Im Künstlerklub Krakenbank war er eine der wichtigsten Persönlichkeiten.
Dorthin nahm er 1911 auch den jungen humoristischen Dichter Joachim Ringelnatz mit.

„Vater teilte mir mit, daß er seinen Rigenser Freund, den Bankier und Dichter Julius Meyer, beauftragt hätte, mir das Reisegeld auszuzahlen. (...)
Dann suchte ich Herrn Meyer auf. »Der durstige Meyer« wurde er genannt, weil er einen guten Tropfen liebte. Er hatte auch gute Gedichte geschrieben. Sehr freundlich und wohltuend humorvoll nahm er mich auf und führte mich sogar abends in einen Klub ein, der sich Krakenbank nannte. Bei jeder Sitzung mußte ein Mitglied seinen Geburtstag feiern, ganz gleich, ob das zeitlich stimmte oder nicht, und bekam dann eine ehrenvolle Halskette leihweise umgehängt.“

1914 kehrte Julius Meyer nach Ausbruch des Ersten Weltkrieges nach Deutschland zurück. Er lebte in Lübeck und dann in Bad Schwartau, wo er 1922 starb.
Julius Meyer war mit Justine Ida Bagdahn seit 1876 in Riga verheiratet.

## Werk

### Eigene Veröffentlichungen
Julius Meyer schrieb vor allem Trinklieder und humoristische Gedichte.
- Durstige Lieder, 1876 Digitalisat Est.A-4302; vier Lieder vertont von Carl Reinecke, op. 140, 1876 für vierstimmigen Männerchor[4]
- Irung und Irminfried, Lübeck, 1880 Est.B-776
- Aus siebzehn Zungen
- Juchheidi. Neue durstige Lieder, 1899
- Anstich-Lieder. Gesammelt und herausgegeben in Verbindung mit Walther Biermann und Walther Lemme, August Hoffmann, Leipzig-Reudnitz, 1901, als Herausgeber
- Deutschlands Morgenrot. Lieder und Gedichte zum Weltkrieg, Hahnsche Buchhandlung, Hannover, 1915

### In Anthologien
Einige Texte von Julius Meyer wurden auch in Anthologien gedruckt.
- Was that der grosse Tamerlan (...), in Dorpater Burschenliederbuch, hrsg. vom Nikolai von Seeler, Dorpat 1882 Est.A-9790
- Warme Herzen und kühler Wein und Davids Tod, in Dichterstimmen aus Baltischen Landen, hrsg. von Eugen Richter, Leipzig, 1885 Est.A-1163
- Dichtung und Frau, Philosophiegeschichtliche Studie, und  Auf der Dünabrücke, in Baltische Dichtungen, hrsg. von Lucie von Staël-Holstein, Riga, 1896 Est.A-1192
- Kennst du das Land?, in  Unsre Heimat, Riga, 1906 Est.A-1617